# Tarentaise (gado)

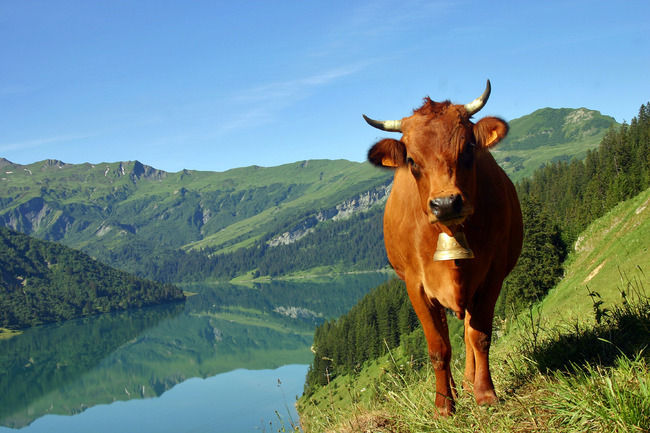
Tarentaise

O gado Tarentaise descende do gado doméstico do Vale do Ródano, na França, onde foi isolado de outras raças durante muitos milhares de anos.
Os bovinos adaptaram-se de forma a permitir que eles chegassem a locais de grandes altitudes e fossem capazes de vaguear em terrenos muito íngremes e ásperos para alimentar-se. 
Eles são usados hoje na França para produzir o queijo com um sabor diferente que vem das aldeias alpinas altas do vale do Ródano. Estes animais têm encontrado nichos especiais em todo o mundo em pastagem de gado comercial e parto. Nos Estados Unidos estes animais são utilizados principalmente para a produção de vacas mestiças extremamente adequadas para as condições das pastagens resistentes e maiores altitudes.